# Люк де Йонг
Люк де Йонг (нід. Luuk de Jong, МФА: [ˈlyk də ˈjɔŋ], нар. 27 серпня 1990, Егль, Швейцарія) — нідерландський футболіст, нападник португальського «Порто» і національної збірної Нідерландів.

## Клубна кар'єра
Народився 1990 року в родині нідерландських волейболістів, які на той час виступали у професійних швейцарських командах. У чотирирічному віці разом з батьками та старшим братом Сімом де Йонгом переїхав до Нідерландів.
Починав займатися футболом у школі аматорського клубу «DZC'68». У 2001 році перейшов до дитячої школи професійного клубу «Де Графсхап».
У дорослому футболі дебютував 2008 року виступами за головну команду «Де Графсхапа», в якій провів один сезон, взявши участь у 14 матчах чемпіонату.
Був помічений представниками клубу «Твенте» і приєднався до його команди 2009 року. Відіграв за команду з Енсхеде 76 матчів в національному чемпіонаті. За цей час виборов титул чемпіона Нідерландів.
Влітку 2012 року уклав п'ятирічний контракт з німецьким клубом «Боруссія» (Менхенгладбах).
За підсумками лютого 2024 року був визнаний гравцем місяця Ередивізі.

## Виступи за збірні
2008 року дебютував у складі юнацької збірної Нідерландів, взяв участь у 5 іграх на юнацькому рівні, відзначившись одним забитим голом.
З 2009 по 2013 рік залучався до складу молодіжної збірної Нідерландів. На молодіжному рівні зіграв у 17 офіційних матчах, має в активі 5 забитих м'ячів.
2011 року дебютував в офіційних матчах у складі національної збірної Нідерландів. Наразі провів у формі головної команди країни 38 матчів, забивши 8 голів.

## Досягнення

### Командні досягнення
- Чемпіон Нідерландів (4):

«Твенте»: 2009–10
ПСВ: 2014–15, 2015–16, 2017–18
- Володар Суперкубка Нідерландів (6):

«Твенте»: 2010, 2011
ПСВ: 2015, 2016, 2022, 2023
- Володар Кубка Нідерландів (2):

«Твенте»: 2010–11
ПСВ: 2022–23
- Найкращий бомбардир Чемпіонату Нідерландів (3):

ПСВ: 2018-19, 2023-24, 2024-25
- Переможець Ліги Європи (1):

«Севілья»: 2019-20

### Особисті досягнення
- Гравець місяця Ередивізі (2): квітень 2023[2], лютий 2024[3].
- Команда місяця Ередивізі (2): лютий 2024[4], квітень 2024[5]